# Izabela Maria Portugalska
Isabel Maria da Conceição Joana Gualberta Ana Francisca de Assis Xavier de Paula e de Alcántara Antónia Rafaela Micaela Gabriela Gonzaga (ur. 4 lipca 1801, zm. 22 kwietnia 1876) – infantka portugalska z dynastii Bragança. W latach 1826–1828 była przewodniczącą rady regencyjnej. 
Była czwartą córką (szóstym spośród dziewięciorga dzieci) króla Portugalii Jana VI i jego żony królowej Karoliny Joachimy. 
Infantka Izabela Maria zmarła niezamężna i bezpotomna. Została pochowana w klasztorze São Vicente de Fora w Lizbonie.